# Agenzia spaziale degli Emirati Arabi Uniti
L'Agenzia spaziale degli Emirati Arabi Uniti (in arabo: وكالةالإمارات للفضاء) è un'agenzia governativa degli Emirati Arabi Uniti responsabile dello sviluppo del settore industriale spaziale del paese. Fu creato nel 2014 ed è responsabile dello sviluppo, promozione e regolazione del settore spaziale nella nazione.
Viene incaricata, quindi, di far crescere il settore spaziale con partnership, programmi accademici e investimenti in ricerca e sviluppo, iniziative commerciali, e condurre la ricerca della scienza spaziale e l'esplorazione.

## Iniziative dell'Agenzia spaziale
- Space Science Research Centre, Al-Ain
- Emirates Mars Mission (مشروع الإمارات لإستكشاف المريخ)
- Graduate degree programme in Advanced Space Science